# Messier 47
Messier 47 (M47 ili NGC 2422, 2478) je otvoreni skup u zviježđu Krmi. Otkrio ga je Giovanni Battista Hodierna oko 1654. godine. Charles Messier samostalno je otkrio skup u veljači 1771. godine. 

## Svojstva
M47 je rijedak otvoreni skup. Sastoji se od 50 zvijezda smještenih na prostoru od 12 svjetlosnih godina. Udaljenost skupa je oko 1600 svjetlosnih godina a prividan promjer je 30 lučnih minuta. Najsjajnija je zvijezda spektralne klase B2 i prividnog sjaja magnitude + 5,7. Zvijezde svojim svojstvima nalikuju zvijezdama u Vlašićima. Skup sadrži i dva sjajna diva spektralna razreda K, koji su oko 200x sjajniji od Sunca. Starost skupa je procijenjena na 78 milijuna godina. Skup se od nas udaljava brzinom od 9 km/s.

## Amaterska promatranja
Kao što je slučaj s mnogim sjajnim otvorenim skupovima, M47 je najbolje promatrati u dvogledu ili malom teleskopu. Prividan sjaj skupa je magnitude + 5,2 i pripada u lakše objekte. 
Pri korištenju malog povećanja moguće je u isto vidno polje smjestiti i susjedni M46, oko 1,5° istočnije.

## Vanjske poveznice
- Skica[neaktivna poveznica]
- SEDS: NGC 2422